# Hardcore rap
Hardcore rap is een stroming binnen de hiphop die zich kenmerkt door harde, compromisloze teksten en zware beats. Door het compromisloze karakter en het vaak grove taalgebruik wordt hardcore rap, zeker in de dagprogrammering, meestal geweerd door de grotere, commerciële radiostations en televisiezenders. Hardcore rap is het minst afgeweken van de bron van hiphop, en is kritisch en protesterend. In het algemeen probeert deze stroming in de hiphop meer een boodschap over te brengen dan de meer populaire hiphop stromingen.
Het ontstaan van de Nederlandstalige hardcore rap is terug te voeren op één band, namelijk de Osdorp Posse, tevens de bekendste Nederlandse band in dit genre. Opgezwolle (nadat Opgezwolle gestopt was begonnen Sticks en Rico een andere de groep, genaamd Fakkelbrigade) is ook een goed en veel recenter voorbeeld van een hardcore rapgroep, het grove taalgebruik laten deze mannen achterwege.